# بمبینهاس
بمبینهاس (به پرتغالی: Bombinhas) یک منطقهٔ مسکونی در برزیل است که در سانتا کاتارینا واقع شده‌است. بمبینهاس ۳۴٫۴۸۹ کیلومتر مربع مساحت و ۲۰٬۳۳۵ نفر جمعیت دارد و ۳۲ متر بالاتر از سطح دریا واقع شده‌است.